# 더 월드 엔즈 위드 유
《더 월드 엔즈 위드 유》는 스퀘어 에닉스와 주피터가 개발한 액션 롤플레잉 게임이다. 닌텐도 DS 플랫폼으로 개발돼 2007년 7월 일본서 처음 출시됐다. 일본판 제목은 《멋진 이 세계》이다.
무대는 현대 도쿄 시부야구의 상가 지역으로, 아니메풍 그래픽과 유년문화를 바탕으로 한 도시 판타지 이야기를 그렸다. 주인공은 한 죽음의 게임에 참가하는 사쿠라바 네쿠라는 주인공 소년의 일주일간 진행되는 모험극을 담았다.
《더 월드 엔즈 위드 유》는 출시 당시 미려한 그래픽과 음악, 그리고 시부야 배경과 조화를 이루는 게임플레이로 긍정적인 평가를 받았다. 일본에선 출시 첫 주에 두 번째로 가장 많이 팔린 DS 게임, 북미 지역에선 첫 번째로 많이 팔린 DS 게임이었다. 2012년, iOS 플랫폼으로 새 환경에 맞춰 전투 시스템을 개량한 이식판 《더 월드 엔즈 위드 유: 솔로 리믹스》가 출시됐으며 이후 2014년 안드로이드로 같은 모바일판이 발매됐다. 2018년, 모바일판에 기반하고 새 시나리오 및 캐릭터가 추가된 확장판 《더 월드 엔즈 위드 유: 파이널 리믹스》이 닌텐도 스위치로 발매됐다.
2020년 말 후속작 《NEO: 더 월드 엔즈 위드 유》이 발표됐으며, 플레이스테이션 4 및 닌텐도 스위치 플랫폼으로 2021년 7월 27일 전세계에 동시 출시됐다.

## 관련 매체
2021년 4월부터 6월까지 MBS에서 멋진 이 세계 The Animation란 타이틀로 방영되었다.

## 반응
닌텐도 DS판 《더 월드 엔즈 위드 유》는 전세계적으로 호평을 받았다. 리뷰 애그리게이터 웹사이트 메타크리틱에서 닌텐도 DS판이 59개 평가에 기반해 88/100점을 기록해 "대체적으로 긍정적인 평가"를 기록했다.

## 후속작
2020년 11월, 후속작 《NEO: 더 월드 엔즈 위드 유》이 발표됐다. 2021년 7월 27일 닌텐도 스위치 및 플레이스테이션 4로 전세계에 동시 출시됐다.

## 참조

### 내용주
1. ↑  영어: The World Ends with You
2. ↑  일본어: すばらしきこのせかい
3. ↑  영어: The World Ends with You: Solo Remix
4. ↑  영어: The World Ends with You: Final Remix